# Antonín II. Monacký
Antonín Grimaldi (francouzsky Antoine Grimaldi, 13??–1427) byl šlechtic z rodu Grimaldiů, v letech 1419 až 1427 pán z Monaka jako Antonín II. Monacký.

## Život
Byl synem Rainiera II. Monackého a Izabely Asinariovové. Vládl společně se svými bratry Janem I. a Ambrožem. Ve vládě se každý rok střídali. Pravděpodobně v roce 1427 se Jan rozhodl zcela ovládnout Monako, Antonín získal Roquebrune a Ambrož Mentonu. Antonín však téhož roku zemřel a Jan o dva roky později prodal Monako milánskému arcibiskupovi Filippu Mariu Viscontiovi. 
Oženil se s Blankou, se kterou měl dvě děti, Jakuba a Janu.